# Rakovo, Pereciîn
Rakovo (în ucraineană Раково) este un sat în comuna Turea Pasika din raionul Pereciîn, regiunea Transcarpatia, Ucraina.

## Demografie
Componența lingvistică a localității Rakovo
     Ucraineană (98,6%)
     Rusă (1,4%)
Conform recensământului din 2001, majoritatea populației localității Rakovo era vorbitoare de ucraineană (98,6%), existând în minoritate și vorbitori de rusă (1,4%).